# 加塔诺·西雷阿
加塔诺·西雷阿 （義大利語：Gaetano Scirea，1953年5月25日—1989年9月3日），已故意大利著名足球运动员，该国历史上最成功的后卫球员之一 。
西雷阿是仅有的获得过欧洲足联和国际足联所有大赛冠军的五名球员之一，也是仅有的获得过欧洲三大俱乐部杯赛冠军的九名球员之一。他为意大利国家队服役长达10年以上，由于他在后卫位置上的不可替代性，连巴雷西都在长达4年的时间内被排除在国家队大门之外。西雷阿为祖国获得了1982年世界杯冠军，意大利队在第二轮小组赛中以3-2的比分漂亮地击败巴西，并在决赛中以3-1完胜德国队。
西雷阿以其精湛的脚法和出色的灵活性著称。与同时期的意大利铁卫——以凶狠逼抢著称的詹蒂莱相比，他以其优雅的竞技风格、公平竞赛的精神和良好的体育道德被人们所敬仰。值得一提的是，西雷阿在整个职业生涯中从未获得过一张红牌。
西雷阿继承并发展了1970年代由德国球星贝肯鲍尔首创的自由人技术。因此，他往往能够从防守体系中迅速转入进攻，为队友助攻甚至直接射门得分。在他职业生涯后期，他主要负责防守型中卫，其表现依然非常出色。

## 简历
西雷阿诞生于意大利北部米兰省的切尔努斯可-纳威里奥（Cernusco sul Naviglio）。
西雷阿出身亚特兰大青訓系統，他首次亮相意甲，是在1972年9月24日代表亚特兰大对阵卡利亚里。在连续为该队效力2个赛季后，他转入了尤文图斯队，并为后者服役直至挂靴。他一共在意甲联赛出场397次，攻入24球。他与以贴人防守著称的队友詹蒂莱一起，见证了尤文图斯在80年代的辉煌历史。
曾有观点认为，由于西雷阿在他的位置上表现得过于稳定，以及在球场外非常低调，因此他的知名度可能不如其他更具话题性的或与媒体保持良好关系的球星。但当他退役后，球迷和媒体才真正意识到西雷阿对于尤文图斯王朝以及意大利国家队的重要意义。
西雷阿在国家队的生涯开始于1974年12月30日对阵希腊的比赛。在贝阿尔佐特执教期间，他迅速成为国家队的绝对主力，连续参加了三届世界杯和一届欧锦赛（1980年）。1978年至1982年间是意大利队在二战后最辉煌的时期之一。西雷阿首次参加的世界杯是1978年世界杯，当时意大利获得第四名。在下一届比赛中，在小组赛并不出色的意大利队突然发力，连克巴西、阿根廷等强队。最后3-1战胜德国队的比赛也使得西雷阿成为了世界冠军球队的一员。但4年后的墨西哥世界杯上，西雷阿擔任國家隊隊長，处于低潮的意大利队在第二轮中被法国队淘汰出局，这也是西雷阿为国家队踢的最后一场比赛。他一共为国家队出场78次，攻入2球。 
1987-88赛季，他从俱乐部退役，之后担任该队管理职务，协助其老队友佐夫执教球队。
1989年他在出差往波兰途中，在巴布斯克一场不幸的车祸夺走了这位伟大球员的生命，当时他作为尤文图斯的官员，正在为球队与戈尔尼克扎布热队的联盟杯比赛而做考察，其菲亚特125座駕與一輛滿載的運汽油車迎頭相撞，時年僅36歲。
为了纪念他高尚的体育道德精神，很多比赛和公平竞赛奖被冠以西雷阿的名字，他被人们视为体育界人士的楷模。皮耶罗、菲利普·因扎吉和佩索托等球星都曾获得过以西雷阿命名的职业球员楷模奖。2005年，意大利著名教练贝阿尔佐特还建议将意大利队6号球衣永久退役，以纪念西雷阿的杰出贡献。

## 所获荣誉
- 意甲联赛冠军七次：1974-75赛季；1976-77赛季；1977-78赛季；1980-81赛季；1981-82赛季；1983-84赛季；1985-86赛季；
- 意大利杯冠军两次：1978-79赛季；
- 欧洲联盟杯冠军：1976-77赛季；
- 欧洲优胜者杯冠军：1983-84赛季；
- 欧洲冠军杯冠军：1984-85赛季
- 欧洲超级杯冠军：1984年
- 洲际杯冠军：1985年
- 世界杯足球赛冠军：1982年
- 世界杯足球赛第四名：1978年
- 欧洲杯足球赛第四名：1980年

## 外部連結
- Juventus Legends: Gaetano Scirea
- planetworldcup.com:Gaetano Scirea (Italy)（页面存档备份，存于）